# Weingut Schloss Saarstein

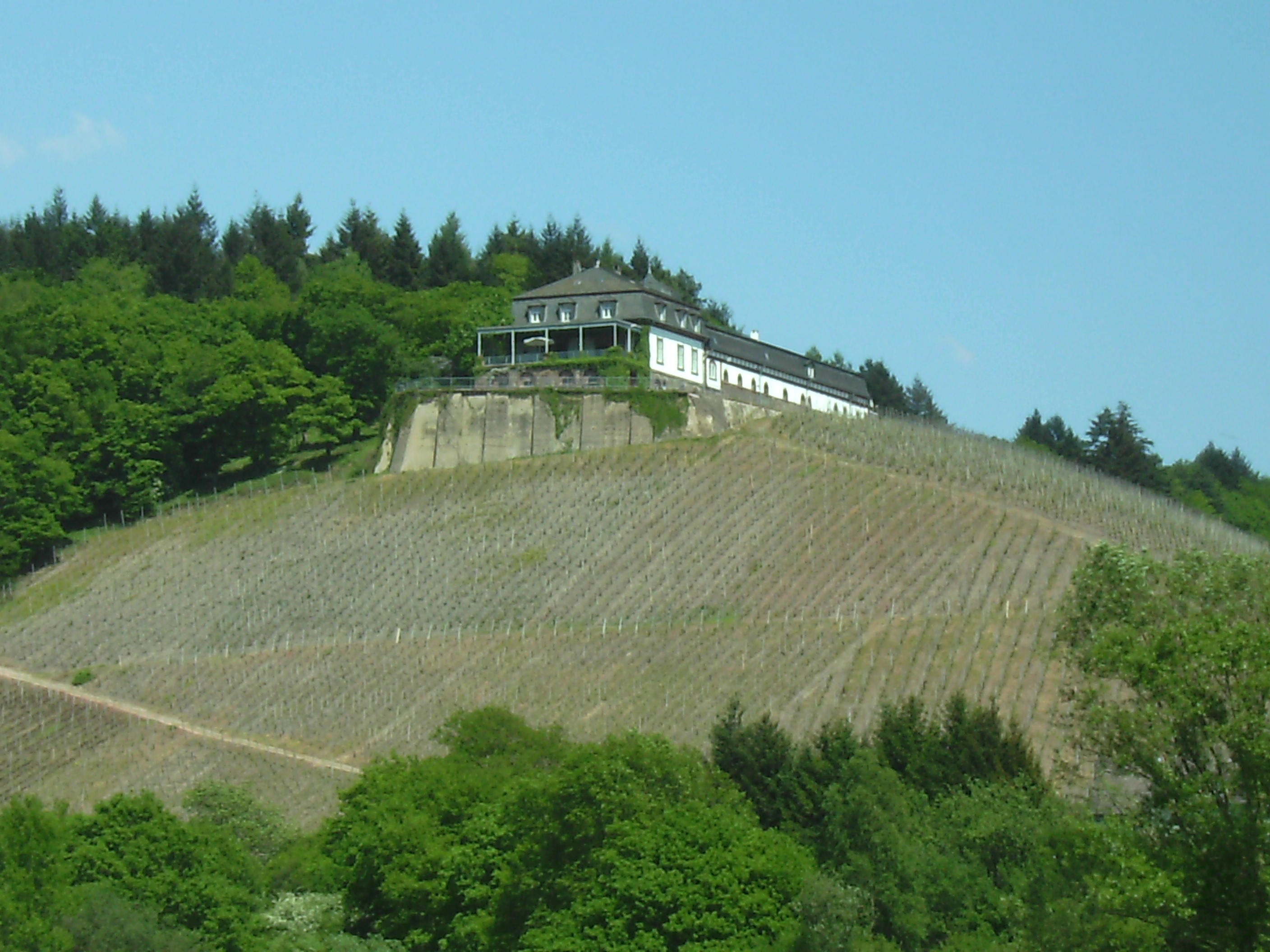
Das Weingut mit der Monopollage Schloss Saarstein

Das  Weingut Schloss Saarstein  liegt im unteren Teil des Saartals, in Serrig. Auf den rund 11 ha des Gutes wird ausschließlich Weißwein angebaut, der zum Teil auch versektet wird. Das Weingut ist Mitglied im Verband Deutscher Prädikatsweingüter (VDP). Schloss Saarstein war im Jahr 1908 Gründungsmitglied des Großen Rings (Versteigerungsring) in Trier.

## Geschichte
Der Weinberg wurde im Jahr 1828 von Oberförster Ebenteuer an der Stelle angelegt, die vormals Primmenberg genannt wurde. Später ging der Besitz an den Schifffahrtsunternehmer Hansen über. Dessen Enkel Michael Hansen baute das Gutsgebäude und führte von dort aus die in Trier ansässige Transportfirma, die auf Erz und Baumaterial spezialisiert war. 1906 wurde der Bau der heute als Gutssitz dienenden Villa vollendet.
Nach dem Zweiten Weltkrieg trennte sich die Familie Hansen von dem Gut. Im Jahre 1956 wurde der Besitz an Dieter Ebert verkauft. Seit dem Jahre 1994 wird das Gut vom Weinbauingenieur Christian Ebert, der bereits seit 1989 für den Keller verantwortlich gewesen war, geleitet.

## Lagen
Das Weingut bewirtschaftet ca. 11 ha Rebfläche in der im Alleinbesitz befindlichen Monopollage Schloss Saarstein und an teils sehr steilen Weinbergen an der Saar (→ Steillagenweinbau). Diese Lage ist durch den hohen Devon - Schiefer-Anteil im Boden geprägt. Dieser bietet den Reben ein bevorzugtes Klima, denn sie speichern im Sommer tagsüber die Wärme und geben sie nachts wieder an die Reben ab.

## Rebsorten und Weine
Die Rebflächen sind zu 90 % mit Riesling bestockt. Der Rest entfällt auf die Sorten Weißburgunder, Grauburgunder und Auxerrois. Der durchschnittliche Ertrag liegt bei ca. 70 Hektoliter/ Hektar. Jährlich werden ca. 90.000 Flaschen abgefüllt.
Die Trauben werden aufgrund der geografischen Nähe von Weinberg und Keller zügig in die Kelter transportiert und bei geringem Druck als Ganztraubenpressung gepresst. Der Traubenmost wird mittels Filter vorgeklärt und mit Bentonit geschönt. Beim ersten Fass setzt das Weingut auf eine Spontangärung. Nachfolgende Fässer werden mit schon vergärendem Most des ersten Fasses geimpft.
Der Exportanteil des Verkaufs liegt bei 60 Prozent.